# Nodaria similis
Nodaria similis är en fjärilsart som beskrevs av Moore 1882. Nodaria similis ingår i släktet Nodaria och familjen nattflyn. Inga underarter finns listade i Catalogue of Life.